# Misijonar
Misijonar je oseba, ki širi krščansko vero med nekristjani, v katoliški cerkvi zlasti duhovnik ali redovnik. 
Misijonarjevo delo je vezano je na poslanstvo krajevnega škofa, ki misijonarja lahko pošlje v različne kraje, kjer poleg duhovniškega dela skrbi tudi za izboljšanje življenjskih razmer tamkajšnjih prebivalcev.
Misijonarjem pri njihovem delu pomagajo t.i. laični misijonarji – prostovoljci, ki niso duhovniki.

## Drugi pomeni
Misijonar je tudi duhovnik, ki vodi misijon v župniji.